# Las Varillas, Argentina
Las Varillas är en ort i Argentina.   Den ligger i provinsen Córdoba, i den centrala delen av landet, 500 km nordväst om huvudstaden Buenos Aires. Las Varillas ligger 138 meter över havet och antalet invånare är 14 649.
Terrängen runt Las Varillas är mycket platt, och sluttar österut. Las Varillas är det största samhället i trakten.
Trakten runt Las Varillas består till största delen av jordbruksmark. Runt Las Varillas är det glesbefolkat, med 14 invånare per kvadratkilometer.